# Melicope obtusifolia
Espèce
Melicope obtusifolia est une espèce de plante de la famille des Rutacées. Elle est endémique de l'archipel des Mascareignes, dans le sud-ouest de l'océan Indien.